# Chronique de Saint-Brieuc

La Chronique de Saint-Brieuc (en latin Chronicon Briocense) est une compilation historique en latin, consacrée à l'histoire de la Bretagne, réalisée entre 1394 et 1416 par un clerc anonyme de l'entourage du duc Jean IV, qui n'a pas eu le temps d'achever son travail.
Elle est ainsi nommée à cause d'une note figurant en tête de l'un des deux manuscrits de la Bibliothèque nationale qui la contiennent (BnF Latin 6003), suivant laquelle ce livre aurait été trouvé dans la bibliothèque du chapitre de la cathédrale de Saint-Brieuc. Un autre titre donné reflète le contenu : De rebus gestis Britonum Aremoricorum. Il s'agit d'une histoire des Bretons, d'abord insulaires (depuis l'an 1139 av. J.-C. et l'arrivée du Troyen Brutus, éponyme de la Bretagne), ensuite armoricains, jusqu'en 1415. Pour les événements de son temps, l'auteur est très bien renseigné, connaissant, analysant ou copiant bon nombre de documents diplomatiques de haute portée. Pour les époques anciennes, il a compilé différents textes, principalement l'Historia regum Britanniæ de Geoffroy de Monmouth (et les Gesta regum Britanniæ, épopée en 5 000 vers du XIIIe siècle qui en est une paraphrase). Il a exploité aussi des hagiographies, comme la Vita sancti Samsonis de Baudri de Bourgueil, archevêque de Dol, la Vita sancti Corentini, la Vita sancti Goeznouii, des Vies de saint Gildas, de saint Tugdual, les Miracles de saint Magloire. Il a également consulté le cartulaire de Redon et celui de Quimperlé. D'autre part, la Chronique de Saint-Brieuc a servi, avec l' Histoire de Bretagne de Pierre Le Baud, à reconstituer la Chronique de Nantes (Chronicon Namnetense), texte du XIe siècle disparu depuis comme tel, et qu'elle reprend en grande partie.
L'auteur était un homme d'Église, mais aussi serviteur de l'État ducal, fervent patriote breton, soutien de la politique de Jean IV, hostile à Olivier de Clisson et à Jean de Châtillon. L'historien Michael Jones a proposé de l'identifier comme étant Hervé Le Grant (vers 1360-1416), secrétaire ducal vers 1385, nommé garde des archives ducales, dont il effectue l'inventaire, en 1395, toujours en activité le 3 janvier 1416, remplacé en août de la même année. Il a bien connu Guillaume de Saint-André, secrétaire et biographe du duc.
Le texte a été partiellement édité par Dom Lobineau (Histoire de Bretagne, II, col. 833-891) et par Dom Morice (Mémoires pour servir de preuves..., I, col. 7-102).

## Édition
- Gwennaël Le Duc et Claude Stercx (éd.), Chronicon Briocense. Chronique de Saint-Brieuc, fin du XIVe siècle, éditée et traduite d'après les manuscrits BN 6003-BN 8899 (Archives départementales d'Ille-et-Vilaine 1 F 1003[8]) (ch. I à CIX), préface de Léon Fleuriot, Rennes, Simon, 1972.